# Protoptila choluteca
Protoptila choluteca es un tricóptero que pertenece al orden de los insectos endopterigotos  y a la familia de los Glossosomatidae (Bisby FA, Kunze et. al 2011), se distribuye por la zona neotropical, por lo que incluye América del Sur, Centroamérica y el Caribe., cabe destacar que según Springer Monika (2010) se alimentan de larvas de Hydrobiosidae y Polycentropodidae
Fue descrita por primera vez en 1974 por  Oliver S. Flint Jr.

## Distribución
Protoptila choluteca habita en países como México, Haití, Honduras, Belice, Costa Rica, El Salvador, Puerto Rico, Cuba, República Dominicana, Panamá, Nicaragua, Guatemala, Guyana, Antillas, Surinam, Guayana Francesa, Venezuela, Ecuador, Colombia, Perú, Bolivia, Brasil, Chile, Argentina, Paraguay, Uruguay (Morse, John C., 26 de noviembre de 2012).

## Ciclo de vida
Dado a sus características morfológicas, Proptila choluteca, como cualquier tricóptero, tiene cuatro fases, huevo -de meses a años de duración- (Resh & Rosenberg 1984) , larva, pupa y adulto siendo este último en mención el único que se desarrolla en tierra.